# Otterwisch
Otterwisch – miejscowość i gmina w Niemczech, położona na terenie kraju związkowego Saksonia, w okręgu administracyjnym Lipsk, w powiecie Lipsk, wchodzi w skład wspólnoty administracyjnej Bad Lausick.